# Franklin Fearing Wing mlajši
Franklin Fearing Wing mlajši, američani jahač in general, * 6. julij 1908, Filipini, † 6. julij 1994, Bellevue, Washington.
Wing je bil jahač na poletnih olimpijskih igrah 1948.